# Enrica Calabresi
Enrica Calabresi (10 de novembre de 1891, Ferrara – 20 de gener de 1944) va ser una zoòloga, herpetòloga i entomòloga italiana.

## Biografia
Enrica Calabresi va ser l'última dels quatre fills de Vito Calabresi la seva esposa Ida Fano, membres d'una família jueva sefardita que es va establir primer al sud d'Itàlia, des d'on van passar a Ferrara segurament el segle xviii.
Va començar a estudiar matemàtiques a la Universitat de Ferrara. També freqüentava les classes de zoologia i botànica de la Facultat de Medicina i va a donar-se que la seva vocació eren les ciències naturals. Com que a Ferrara no es podia estudiar aquesta carrera, va matricular-se a la Universitat de Florència (aleshores Regio Istituto di Studi Superiori Pratici e di Perfezionamento) i va obtenir la llicenciatura en ciències naturals el 1r de juliol de 1914 amb una tesi sobre l'eriçó, «Sul comportamento del condrioma nel pancreas e nelle ghiandole salivari del riccio durante il letargo invernale e l'attività estiva».
Es va prometre amb Giovanni Battista De Gasperi, un jove geòleg i espeleòleg friulià que va morir el 1916 en el front del Piave, durant la Primera Guerra Mundial. Per alleujar la seva pena, Enrica va fer-se voluntària de la Creu Roja. En acabar la guerra va tornar a Florència, a la seva recerca i no se sap que al llarg de la seva vida mantingués cap altra relació sentimental.
Víctima de les lleis racials del feixisme italià, és expulsada de la universitat i d'una escola on també ensenyava i també de la Societat Entomològica Italiana, de la qual feia més de vint anys que era membre i n'havia estat secretària de 1918 a 1921. A diferència de la seva família, no vol abandonar Itàlia, i de 1939 a 1943 es dedica a ensenyar ciències naturals en una escola jueva de Florència, on estudiaven els alumnes jueus que havien estat expulsats de les escoles públiques. El gener de 1944 va ser detinguda per un grup d'italians col·laboradors dels nazis, que van dur-la a la presó de dones de Santa Verdiana. La nit del 19 al 20 de gener de 1944 va morir pels efectes del fosfur de zinc (producte que s'usava per enverinar les rates) que ella mateixa va ingerir dos dies abans. Feia temps que havia dit a la seva germana Letizia que abans de caure en mans del nazis es llevaria la vida. Per això duia el verí sempre al damunt i se'l va prendre abans que la duguessin a un camp d'extermini, com solien fer amb els jueus detinguts.

## Recerca i docència
Des del 1r de febrer de 1914, abans de graduar-se, va treballar d'ajudant al laboratori de Zoologia i Anatomia Comparativa de Vertebrats de la Universitat de Florència. El 1918, un cop acabada la guerra, torna al món de la recerca; s'especialitza en entomologia i esdevé una autoritat en els brèntids, un grup de coleòpters que mengen fusta i viuen a totes les regions temperades del planeta. És un grup que ja estudiava el seu mentor, Angelo Zenna i fruit de la seva col·laboració és la col·lecció de brèntids --una de les millors del món-- de la secció de zoologia del Museu d'Història Natural de la Universitat de Florència, coneguda com La Specola. També va fer recerca en altres grups d'animals, com ara celenterats, amfibis i rèptils. Va estudiar la variabilitat de l'escurçó italià (Vipera apis, conegut a Catalunya com a escurçó pirinenc). A la Specola es conserva una col·lecció dels cranis d'aquest rèptil que va estudiar Calabresi, i els treballs que en va publicar encara se citen avui dia.
El 1922, tot i haver guanyat, per oposició, la plaça de curadora del Museu Giacomo Doria, de Gènova, hi renuncia per seguir investigant a l'Institut de Florència, que el 1924 es converteix en universitat. Calabresi obté aquell any el diploma de capacitació per a l'ensenyament i va donar classe a la mateixa universitat. El 1932 interromp la seva carrera professional. Oficialment, per motius de salut, pero Piero Ciampi, el seu biògraf, que ha estudiat els arxius amb els documents relacionats amb aquest episodi de la vida de Calabresi, conclou que va ser víctima d'assetjament laboral perquè deixés pas a un investigador deu anys més jove que ella que era feixista i tenia un títol nobiliari. També s'hi conserva una petita col·lecció de cnidaris identificats per Calabresi que procedien d'una expedició hidrogràfica italiana al mar Roig el 1923-1924.
De 1933 a 1937 ensenya ciències naturals en una escola d'ensenyament secundari de Florència, però, per fer-ho, ha de rebaixar-se a inscriure's al Partit Feixista. Entre els seus alumnes hi ha Margherita Hack, que serà una destacada astrofísica i divulgadora científica. Torna al món acadèmic i 1936-37 i 1937-38 és al front de la càtedra d'Entomologia agrícola de la Facultat d'Agricultura de la Universitat de Pisa. Hi imparteix el curs "Animals útils i animals perjudicials per a l'agricultura, en especial els insectes".

## Reconeixements
- En honor seu se li ha dedicat el gènere Calabresia, les dues espècies Ceocephalus enricae[6] i Schizotrachelus calabresii i la subespècie Typhlops cuneirostris calabresii.[1]
- El seu retrat va ser col·locat en el lloc que li corresponia, en la galeria de retrats dels docents de l'Institut d'Entomologia Agraria, on Enrica havia treballat.
- Diverses ciutats, entre les quals Pisa, Ferrara[7] i Roma[8] li han dedicat carrers. Quan es va donar el seu nom a un carrer a Roma, el nomvembre de 2019 va ser en una acció municipal per substituir els noms de persones que havien donat suport al feixisme per d'altres que representessin persones que havien patit la repressió feixista. A més del nom d'Enrica Calabresi, es van donar els de Nella Mortara (física) i Mario Carrara a altres dos carrers.